# Hans Jenny (Mediziner)
Hans Jenny (* 16. August 1904 in Basel; † 23. Juni 1972 in Dornach) war ein Schweizer Arzt, Lehrer, Maler und Naturforscher im Sinne des Goetheanismus. Er prägte den Begriff Kymatik für das von ihm neu geschaffene Forschungsgebiet.

## Leben
Hans Jenny absolvierte in Basel ein Naturwissenschaft- und Medizinstudium und schloss dieses 1931 ab. Später arbeitete er als Arzt in Dornach und gab als Lehrer naturkundlichen und künstlerischen Unterricht an der Rudolf-Steiner-Schule in Zürich. Darüber hinaus war Jenny als Maler mit einem Schwerpunkt auf Tierbildern tätig.
Seine ersten Begegnungen mit der Anthroposophie hatte Hans Jenny während seiner Schulzeit als Gymnasiast. Zunächst nur im Umkreis der Anthroposophie bekannt, wurde er durch eine englische Übersetzung seines zweibändigen Werkes Kymatik breiteren Kreisen, wie bildenden Künstlern und Musikern, in den Vereinigten Staaten bekannt. Durch diesen Erfolg wurde sein Werk in einem Bildband in Deutschland neu aufgelegt. Jenny führte die Untersuchungen Ernst Florens Friedrich Chladnis über Schwingungen und deren Bilder fort. Seine Arbeit wird weitergeführt von Alexander Lauterwasser. Er beeinflusste Alvin Lucier. Im Spätwerk von Joachim Ernst Berendt wird auf Jennys Kymatik Bezug genommen.

## Werke
- Tierbilder. 1950.
- Der Typus. 1954.
- Das Gesetz der Wiederholung. 1962.
- Kymatik: Wellenphänomene und Schwingungen. 1967. Aktuelle Ausgabe: AT Verlag, Baden 2009, ISBN 978-3-03-800458-5.
- Tierlandschaften. 1968.